# Presa marítima

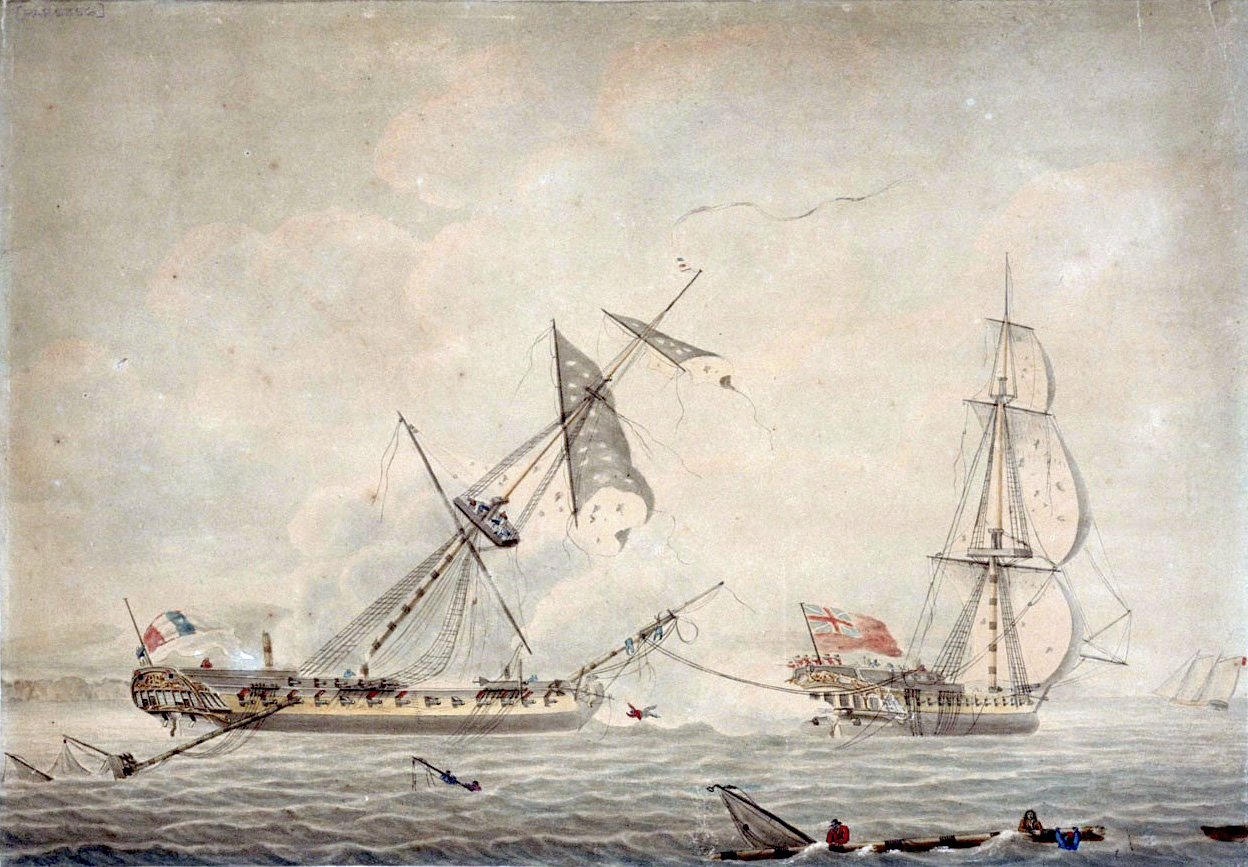
El buque británico HMS Blanche remolcando la fragata francesa Pique, tras haberla apresado

En el contexto de las leyes de la guerra, una presa es una pieza de equipamiento, embarcación o buque capturado durante un conflicto militar.
Históricamente, el gobierno que poseía la presa antes de su captura a veces recibía un tributo equivalente a su valor. Asimismo, numerosas naciones otorgaron patentes de corso que permitían a los buques buscar, atacar, hundir o apresar navíos enemigos. El tratado de París de 1856 puso fin a las patentes de corso a nivel internacional, definiéndose en el último tercio del siglo XIX en qué contextos se consideraba que aplicaba el contexto de presa dentro del Derecho marítimo internacional.
En este sentido, el marino y jurista español Ignacio Negrín y Núñez recogía en su Tratado de derecho internacional marítimo de 1883 las diferentes definiciones que había ido experimentando el concepto en la recta final del siglo XIX:

En el Diccionario razonado de legislación y jurisprudencia, de D. Joaquín Escriche, edición de 1852, se lee la definición siguiente:

«Presa. El pillaje, botín o robo que se hace y toma al enemigo en la guerra, así por tierra como por mar, y especialmente las naves enemigas de que se apoderan los corsarios autorizados al efecto.»
No podemos en manera alguna admitir esta definición, única en su especie, por más que seamos los primeros en reconocer la autoridad y el talento de su apreciable autor. Ningún otro, que sepamos, ha definido la presa marítima en esos términos.
Abreu dice: «Es una justa ocupación de las naves y marcaderías que en ella se conducen, pertenecientes a los vasallos del Soberano a quien se ha declarado la guerra, hecha por los súbditos del Soberano su enemigo, con legítima patente de corso.» Tratado sobre presas de mar, cap. I, núm. 3.
Heffter, por su parte, expone: «Durante una guerra en el mar, los buques armados de las potencias beligerantes, así como los buques privados de sus sujetos, junto con sus cargamentos, son susceptibles de ocupación y apresamiento válidos.» Droit international public de l'Europe, § 137.
Dalloz, en su excelente Repertoire de legislation, define la presa: «La detención en la mar por las fuerzas marítimas de un Estado o de sus súbditos autorizados al efecto, de un buque o embarcación perteneciente a otro Estado enemigo, y en ciertos casos aliado o neutro, con el designio de apropiarse el buque y el cargamento, o sólo este último en totalidad ó en parte.» Edición de 1856, tom. 36, p. 912.
Todos, pues, convienen en que la ocupación de la nave enemiga es justa, o al menos está sancionada por el derecho de la guerra, y por tanto no puede calificarse de pillaje o robo. ¿Cómo puede ser robo lo que la ley autoriza? ¿Cómo puede llamarse ladrón al que para apropiarse la cosa ocupada en virtud de autorización expresa, necesita una sentencia o declaración previa del Tribunal competente?
«A diferencia del botín de guerra, que no ocurre sino entre beligerantes; y de la captura en tierra, permitida contra los que tratan de introducir objetos en un lugar sitiado, las presas marítimas no pueden retenerse y confiscarse hasta que se ha pronunciado su validez por el tribunal competente; garantía otorgada al comercio, ya un tanto sacrificado al interés de los beligerantes en las guerras marítimas.» (Morin. Lois relatives á la guerre. París, 1872.)

En la definición del Sr. Escriche, que extractamos al principio de esta nota, se confunden además dos cosas distintas aun en la guerra continental. Una cosa es el botín y otra el robo o el pillaje. El primero está permitido sobre el campo de batalla, y lo constituyen, por ejemplo, los caballos, municiones, artillería, etc.; el pillaje sería, en todo caso, como explicó el general Leez en la Conferencia de Bruselas, el botín no permitido, el que atenta a la propiedad privada. (Protocolo núm. XIX).